# Muriel Dodd
Muriel Dodd (1891-1940) est une golfeuse britannique amateur.

## Titres
- 1913 : British Ladies Amateur Golf Championship (en)
- 1913 : Canadian Women's Amateur (en)